# Mezium americanum
Mezium americanum là một loài bọ cánh cứng trong họ Ptinidae. Loài này được Laporte de Castelnau miêu tả khoa học năm 1840.